# Laurence Olivier Awards 2002
Die 26. Laurence Olivier Awards 2002 wurden von der Society of London Theatre am 15. Februar 2002 im Victoria Palace Theatre in London vergeben, um herausragende Theater- und Musicalproduktionen zu würdigen. Moderiert wurde die Preisverleihung vom Comedy-Autor und Fernsehmoderator Clive Anderson. Ausgezeichnet wurden Produktionen der Theatersaison 2001/2002.

## Hintergrund
Der Laurence Olivier Award (auch Olivier Award) ist ein seit 1976 jährlich vergebener britischer Theater- und Musicalpreis. Er gilt als höchste Auszeichnung im britischen Theater und ist vergleichbar mit dem Tony Award am amerikanischen Broadway. Verliehen wird die Auszeichnung von der Society of London Theatre. Ausgezeichnet werden herausragende Darsteller und Produktionen einer Theatersaison, die im Londoner West End zu sehen waren. Die Auszeichnungen hießen zunächst Society of West End Theatre Awards und wurden 1985 zu Ehren des renommierten britischen Schauspielers Laurence Olivier in Laurence Olivier Awards umbenannt. Die Nominierten und Gewinner der Laurence Olivier Awards „werden jedes Jahr von einer Gruppe angesehener Theaterfachleute, Theaterkoryphäen und Mitgliedern des Publikums ausgewählt, die wegen ihrer Leidenschaft für das Londoner Theater“ bekannt sind.

## Gewinner und Nominierte
| Bestes neues Theaterstück | Beste Wiederaufnahme Musical |
| --- | --- |
| - Jitney von August Wilson – National Theatre Lyttelton - Boy Gets Girl von Rebecca Gilman – Royal Court Theatre - Gagarin Way von Gregory Burke – National Theatre Cottesloe - Humble Boy von Charlotte Jones – National Theatre Cottesloe / Gielgud Theatre - Mouth to Mouth von Kevin Elyot – Royal Court Theatre / Albery Theatre | - My Fair Lady – Theatre Royal Drury Lane - Kiss Me, Kate – Victoria Palace Theatre - South Pacific – National Theatre Olivier |
| Beste neue Comedy | Bestes Entertainment |
| - The Play What I Wrote von Eddie Braben, Sean Foley und Hamish McColl – Wyndham’s Theatre - Boston Marriage von David Mamet – Donmar Warehouse / New Ambassadors Theatre - Caught in the Net von Ray Cooney – Vaudeville Theatre - Feelgood von Alistair Beaton – Garrick Theatre | - Shockheaded Peter – Piccadilly Theatre / Albery Theatre - Barbara Cook Sings Mostly Sondheim – Lyric Theatre - The League of Gentlemen – Theatre Royal, Drury Lane - The Pub Landlord: My Gaff, My Rules – Playhouse Theatre - The Vagina Monologues – New Ambassadors Theatre / Arts Theatre                                                              |
| Bester Darsteller Theaterstück | Beste Darstellerin Theaterstück |
| - Roger Allam als Terri Dennis in Privates on Parade – Donmar Warehouse - Simon Russell Beale als Felix Humble in Humble Boy – National Theatre Cottesloe / Gielgud Theatre - Sean Foley und Hamish McColl als Sean und Hamish in The Play What I Wrote – Wyndham’s Theatre - Alan Rickman als Elyot Chase in Private Lives – Albery Theatre | - Lindsay Duncan als Amanda Prynne in Private Lives – Albery Theatre - Lindsay Duncan als Laura in Mouth to Mouth – Royal Court Theatre / Albery Theatre - Victoria Hamilton als Sheila in A Day in the Death of Joe Egg – New Ambassadors Theatre / Comedy Theatre - Zoë Wanamaker als Anna in Boston Marriage – Donmar Warehouse / New Ambassadors Theatre |
| Bester Darsteller Musical oder Entertainment | Beste Darstellerin Musical oder Entertainment |
| - Philip Quast als Emile de Becque in South Pacific – National Theatre Olivier - Brent Barrett als Fred Graham/Petruchio in Kiss Me, Kate – Victoria Palace Theatre - Paul Keating als Straight Dave in Closer to Heaven – Arts Theatre - Jonathan Pryce als Henry Higgins in My Fair Lady – Theatre Royal Drury Lane | - Martine McCutcheon als Eliza Doolittle in My Fair Lady – Theatre Royal Drury Lane - Barbara Cook als Herself in Barbara Cook Sings Mostly Sondheim – Lyric Theatre - Ruthie Henshall als Peggy Sue in Peggy Sue Got Married – Shaftesbury Theatre - Marin Mazzie als Lilli Vanessi/Kate Minola in Kiss Me, Kate – Victoria Palace Theatre                  |
| Bester Nebendarsteller Theaterstück | Beste Nebendarstellerin Theaterstück |
| - Toby Jones als Arthur in The Play What I Wrote – Wyndham’s Theatre - Desmond Barrit als Sir John Falstaff in Henry IV – Barbican Centre - Ned Beatty als Big Daddy Pollitt in Cat on a Hot Tin Roof – Lyric Theatre - Adam Godley als Gompertz in Mouth to Mouth – Royal Court Theatre / Albery Theatre - Malcolm Sinclair als Major Giles Flack in Privates on Parade – Donmar Warehouse                                                                                     | - Marcia Warren als Mercy Lott in Humble Boy – National Theatre Cottesloe / Gielgud Theatre - Bríd Brennan als Birdie Hubbard in The Little Foxes – Donmar Warehouse - Emma Fielding als Sibyl in Private Lives – Albery Theatre - Lyndsey Marshal als Catherine in Boston Marriage – Donmar Warehouse / New Ambassadors Theatre                             |
| Bester Nebendarsteller / Beste Nebendarstellerin Musical | |
| - Martyn Jacques als Darsteller in Shockheaded Peter – Piccadilly Theatre / Albery Theatre - Nancy Anderson als Lois Lane/Bianca Minola in Kiss Me, Kate – Victoria Palace Theatre - Michael Berresse als Bill Calhoun Lucentio in Kiss Me, Kate – Victoria Palace Theatre - Nicholas Le Prevost als Colonel Hugh Pickering in My Fair Lady – Theatre Royal Drury Lane | |
| Bester Regisseur / Beste Regisseurin | Bester Choreograph / Beste Choreographin |
| - Michael Boyd für Henry IV und Richard III – Young Vic Theatre - Michael Blakemore für Kiss Me, Kate – Victoria Palace Theatre - Howard Davies für Private Lives – Albery Theatre - Julian Crouch und Phelim McDermott für Shockheaded Peter – Piccadilly Theatre / Albery Theatre - Ian Rickson für Mouth to Mouth – Royal Court Theatre / Albery Theatre | - Matthew Bourne für My Fair Lady – Theatre Royal Drury Lane - Irving Davies für The Play What I Wrote – Wyndham’s Theatre - Scarlett Mackmin für Privates on Parade – Donmar Warehouse - Kathleen Marshall für Kiss Me, Kate – Victoria Palace Theatre |
| Vielversprechendster Dramatiker / Vielversprechendste Dramatikerin | Vielversprechendster Darsteller / vielversprechendste Darstellerin |
| - Grae Cleugh für Fucking Games – Royal Court Theatre - Abi Morgan für Tender – Hampstead Theatre - Simon Stephens für Herons – Royal Court Theatre | - Benjamin Davies als Danny in Fucking Games – Royal Court Theatre - Jack Davenport als Tony in The Servant – Lyric Hammersmith Theatre - Ralf Little als George Harrison in Presence – Royal Court Theatre - Leah Muller als The Stepdaughter in Six Characters In Search of an Author – Young Vic Theatre                                                  |
| Bester Bühnenbildner / Beste Bühnenbildnerin | Bester Kostümdesigner / Beste Kostümdesignerin |
| - Tim Hatley für Humble Boy – National Theatre Cottesloe und Private Lives – Albery Theatre - Lez Brotherston für A Midsummer Night’s Dream – Albery Theatre und The Little Foxes – Donmar Warehouse - Julian Crouch und Graeme Gilmour für Shockheaded Peter – Piccadilly Theatre / Albery Theatre - Robin Wagner für Kiss Me, Kate – Victoria Palace Theatre - Anthony Ward für My Fair Lady – Theatre Royal Drury Lane                                                       | - Jenny Beavan für Private Lives – Albery Theatre - Martin Pakledinaz für Kiss Me, Kate – Victoria Palace Theatre - Kevin Pollard für Shockheaded Peter – Piccadilly Theatre / Albery Theatre - Anthony Ward für My Fair Lady – Theatre Royal Drury Lane |
| Bester Lichtdesigner / Beste Lichtdesignerin | |
| - Mark Henderson für A Midsummer Night’s Dream – Albery Theatre und The Playboy of the Western World – National Theatre Cottesloe - Howard Harrison für Cat on a Hot Tin Roof – Lyric Theatre und Tales from Hollywood – Donmar Warehouse - David Hersey für My Fair Lady – Theatre Royal Drury Lane und South Pacific – National Theatre Olivier - Tim Mitchell für Henry IV – Barbican Centre - Peter Mumford für Hamlet – Barbican Centre und Private Lives – Albery Theatre | |
| Herausragende Leistungen Ballett | Beste neue Ballettproduktion |
| - Mark Morris Dance Group für ihre Ballettsaison – Sadler’s Wells Theatre - Ushio Amagatsu für Choreographie, Konzeption, Regie und Aufführung von Hibiki, Sankai Juku – Sadler’s Wells Theatre - Dana Caspersen in Artifact und Eidos/Telos, Ballett Frankfurt – Sadler’s Wells Theatre - William Forsythe in Artifact und Eidos/Telos, Ballett Frankfurt – Sadler’s Wells Theatre                                                                                             | - Hibiki, Sankai Juku – Sadler’s Wells Theatre - Eidos/Telos, Ballett Frankfurt – Sadler’s Wells Theatre - Live, Dutch National Ballet – Sadler’s Wells Theatre - Onegin, The Royal Ballet – Royal Opera House |
| Herausragende Leistungen Oper | Beste neue Opernproduktion |
| - Bernard Haitink für Jenůfa und Pique Dame, The Royal Opera – Royal Opera House - From Morning to Midnight, The Rake’s Progress, The Rape of Lucretia und Krieg und Frieden, English National Opera – London Coliseum - Karita Mattila in Jenůfa und Pique Dame, The Royal Opera – Royal Opera House - David Sawer für From Morning to Midnight, English National Opera – London Coliseum                                                                                      | - Boulevard Solitude, The Royal Opera – Royal Opera House - Jenůfa, The Royal Opera – Royal Opera House - The Rape of Lucretia, English National Opera – London Coliseum - Rigoletto, The Royal Opera – Royal Opera House |
| Herausragende Leistung | Zuschauerpreis für die beliebteste Show |
| - Trevor Nunn | - The Phantom of the Opera – Her Majesty’s Theatre - All the Great Books (Abridged), Reduced Shakespeare Company – Criterion Theatre - Cats – New London Theatre - Mamma Mia – Prince Edward Theatre |

## Sonderpreise
| Kategorie                         | Preisträger   |
| --------------------------------- | ------------- |
| Sonderpreis der Society of London | Rupert Rhymes |

## Statistik

### Mehrfache Nominierungen
- 9 Nominierungen: Kiss Me, Kate
- 8 Nominierungen: My Fair Lady
- 7 Nominierungen: Private Lives
- 5 Nominierungen: Shockheaded Peter
- 4 Nominierungen: Humble Boy, Mouth to Mouth und The Play What I Wrote
- 3 Nominierungen: Boston Marriage, Eidos/Telos, Henry IV, Jenůfa, Privates on Parade und South Pacific
- 2 Nominierungen: A Midsummer Night’s Dream, Artifact, Barbara Cook Sings Mostly Sondheim, Cat on a Hot Tin Roof, From Morning to Midnight, Fucking Games, Hibiki, The Little Foxes, The Queen of Spades und The Rape of Lucretia

### Mehrfache Gewinne
- 3 Gewinne: My Fair Lady und Private Lives
- 2 Gewinne: Fucking Games, Humble Boy, Shockheaded Peter und The Play What I Wrote